# Роберт Енке
Роберт Енке (Јена, 24. август 1977 — Нојштат ам Рибенберге, 10. новембар 2009) је био немачки фудбалски голман и репрезентативац. Бранио је за водеће клубове у неколико европских земаља, а то су Барселона, Бенфика, Фенербахче, али је већину својих наступа забележио у Бундес лиги за екипу Хановер 96.

## Каријера

### Клупска каријера

#### Карл Јена
Енке је рођен у Јени, где је одрастао и играо фудбал од малих ногу. Прошао је све омладинске погоне ове екипе, а након одличне партије на пријатељској утакмици против Енглеске на Вемблију, 1993. потписао је и професионални уговор са Јеном.

#### Борусија Менхенгладбах
На лето 1996. године је постао члан Борусије Менхенгладбах. Своју прву шансу добио је када је први чувар мреже Уве Камп задобио повреде Ахилове тетиве. На утакмици против Шалкеа 04 15. августа 1998. забележио је свој деби у Бундес лиги.

#### Бенфика
У јуну 1999. године је прешао у Бенфику, потписавши трогодишњи уговор. Клуб је у то време водио његов земљак, Јуп Хајнкес, који га је именовао за капитена екипе. Време проведено у Португалији му је било бурно, јер се екипа суочила са најгорим резултатима, завршивши сезону на шестом месту и променила три тренера за три сезоне. Клуб се чак нашао и у финансијској кризи, па су играчима често касниле плате. Упркос овим проблемима Енке је задобио дивљење навијача Бенфике, али и интерес клубова, као што су Арсенал, Атлетико Мадрид и Манчестер Јунајтед.

#### Барселона
После истека уговора са Бенфиком, у јуну 2002. године, Енке је прихватио понуду шпанске Барселоне и потписао трогодишњи уговор. Живот на Камп Ноу је за њега био тежак, јер је време проводио као замена Роберту Бонану и Виктору Валдезу. Дебитовао је 11. септембра 2002. године у утакмици Шпанског купа Краља против ФК Новелде. Забележио је и два наступа у УЕФА Лиги шампиона против Клуб Брижа и ФК Галатасараја.

#### Фенербахче
Следеће сезоне, кад је Франк Рајкард заменио Луја ван Гала као тренер, Енке је био позајмљен турском Фенербахчеу. Међутим, на свом првом наступу, доживео је разочаравајући пораз 0-3 од нижелигашког Истанбулспора 10. августа 2003. Навијачи клуба су га након и током утакмице гађали флашама и упаљачима, окривљујући га за овај пораз. Овај инцидент натерао је Енкеа да одмах напусти клуб и врати се у Шпанију.

#### Тенерифе
После четири месеца проведених у Барселони, али ван првог тима, прешао је у шпанску другу лигу, тачније у Тенерифе на позајмицу од јануара до краја сезоне 2003-04. У том периоду Енке се вратио у своју препознатљиву форму, и добио је признања од навијача и других клубова.

#### Хановер 96
У јулу 2004. године трансфером без обештећења потписао је двогодишњи уговор са Хановером 96. У том периоду је доживео најбоље периоде у својој каријери поставши први избор клуба. Био је проглашен за најбољег голмана у лиги од стране својих колега професионалаца у спортском магазину. Таква форма довела је до интересовања Штутгарта. У децембру 2006. године завршио је ову спекулацију потписивањем продужетка уговора са Хановером до краја сезоне 2009-10. Од стране својих саиграча изабран је за капитена и ту улогу је задржао до краја каријере. Поново је освојио награду за најбољег голмана за сезону 2008-09. Енке је одиграо 180 утакмица за Хановер. Свој последњи наступ забележио је 8. новембра 2009. године против Хамбурга само два дана пре своје смрти.

### Репрезентативна каријера
Први пут је представљао своју сениорску репрезентацију у пријатељском мечу против Данске 28. марта 2007. године. Након даљих игара изабран је за Европско првенство у фудбалу 2008. у Швајцарској и Аустрији. Због повреда је пропустио неколико наступа, а по повратку у јануару 2009. године. Свој последњи наступ забележио је 12. августа 2009. године, када је сачувао свој гол од Азербејџана.

## Приватни живот
Енке је био ожењен модном креаторком Терезом Рајм, са којом је имао ћерку која је рођена са срчаном маном и преминула, након операције 17. септембра 2006. године, када је имала само две године. У мају 2009. године су усвојили девојчицу Лејлу.

## Смрт
Дана 10. новембра 2009. године, у 32. години живота, Енке је извршио самоубиство када је стао на пругу, испред експресног воза који му је ишао у сусрет. Полиција је потврдила да је нашла опроштајно писмо, али детаљи нису објављени до сада. Његова удовица, Тереза, открила је да је Енке био у великој депресији 6 година због смрти ћерке и да је понекад посећивао и психијатра. За само неколико сати, стадион Хановера био је окружен свећама и цвећем. Његов бивши клуб Барселона одржала је минут ћутања пред свој меч истог дана. Као знак поштовања, немачка репрезентација је отказала пријатељску утакмицу против Чилеа. Минут ћутања одржан је и у свим утакмицама у Бундес лиги тог викенда, а и на утакмици његове Бенфике у купу. 15. новембра је око 40.000 присталица испунило АВД арену за његов помен. Робертов ковчег носили су његови саиграчи. Сахрањен је истог дана у Нојштату, поред гроба своје ћерке. Иначе, Енкеов живот описан је у књизи Роналда Ренга под именом „Живот је сувише кратак-Трагедија Роберта Енкеа“, која је у Немачкој добила награду за књигу године.